# Facebook Papers
Facebook Papers lub The Facebook Files – afera z 2021 r. powiązana z Facebookiem, której głównym punktem kulminacyjnym był wyciek wewnętrznej dokumentacji dotyczącej szkodliwego wpływu amerykańskiej korporacji na użytkowników jej usług. Nastąpił zaledwie kilka tygodni przed ogłoszeniem zmiany nazwy konglomeratu na Meta Platforms. 
Główną postacią związaną ze sprawą jest Frances Haugen, która pracowała dla Facebooka i kopiowała w tajemnicy dziesiątki tysięcy stron opisujących wewnętrzne badania. Opisywały one, że Facebook był w pełni świadomy negatywnego wpływu na społeczeństwo. Przykładowo, Instagram powodował obniżenie samooceny wśród nastolatków, zaś Facebook służył jako narzędzie do wzniecania przemocy w krajach rozwijających się. Innymi rodzajami postów promowanych przez algorytmy serwisów należących do Facebooka były też te ukazujące zaburzenia odżywiania.

## Przebieg
We wrześniu 2021 roku w „Wall Street Journal” opublikowano pierwsze poszlaki wskazujące na wyciek wewnętrznej dokumentacji udowadniającej szkodliwość serwisów Facebooka. Według pierwszych doniesień, obawy dotyczyły między innymi bardziej pobłażliwego traktowania popularnych kont, braku wystarczających działań mających na celu ograniczenie handlu ludźmi w serwisach Facebooka, pozew zbiorowy ze strony akcjonariuszy dotyczący kary finansowej, która była „zaprojektowana” do wyłączenia odpowiedzialności Marka Zuckerberga z afery Cambridge Analytica, podbijania postów wychwalających Facebooka w News Feedzie w ramach Project Amplify (do czego odniósł się rzecznik Facebooka Joe Osborne, tłumacząc to testem powiadomień od firmy w trzech wybranych miastach), oraz toksyczności Instagrama wobec nastoletnich dziewcząt.
Siva Vaidhyanathan w artykule dla „The Guardiana” napisał, że dokumenty pochodziły od wewnętrznego zespołu ds. analityki danych Facebooka. Twierdził, że dane miały na celu pomóc Facebookowi zrozumieć, jak serwisy mu podległe wpływają na społeczeństwo. Z kolei Casey Newton z redakcji The Verge'a opisał całe zdarzenie jako „największe wyzwanie rzucone Facebookowi od czasów afery z Cambridge Analytica”.
4 października 2021 roku Frances Haugen, sygnalistka odpowiedzialna za udostępnienie dokumentów, ujawniła się w programie 60 Minutes.

## Zawartość ujawnionej dokumentacji
Upubliczniona dokumentacja sugerowała, że Facebook był świadomy problemów związanych z nadużyciami usług tej korporacji. Zgodnie ze statystykami podanymi przez inżynierów Facebooka, działania podejmowane są wyłącznie w przypadku od 3 do 5 procent hejtu, oraz 0,6 procenta przemocy czy podżegania do niej.

### Wpływ na atak na Kapitol Stanów Zjednoczonych
Dochodzenia, które miały miejsce po zamieszkach przy Kapitolu USA 6 stycznia 2021 roku wskazywały, że organizatorzy wykorzystywali aktywnie zamknięte grupy na Facebooku. Po wyborach prezydenckich w 2020 roku zniesiono restrykcje, które miały na celu utrudnienie szerzenia się fake newsów. Wskutek tego, na platformie szerzyły się teorie spiskowe sugerujące kradzież prezydentury Trumpa, a w dniu zamieszek moderacja otrzymywała 40 tysięcy zgłoszeń na godzinę.

### Wpływ Instagrama na nastoletnich użytkowników
Przez trzy lata do dnia publikacji pierwszych artykułów na temat Facebook Papers, przeprowadzane były wewnętrzne badania, mające na celu zweryfikowanie wpływu Instagrama na jego użytkowników. O ile wykazano, że portal jest szkodliwy dla nastolatków niezależnie od płci, tak najbardziej dotkniętą grupą wydają się być nastoletnie dziewczęta (32,4% ankietowanych). Według tych samych badań, 14% amerykańskich nastolatków w 2019 roku odnotowało również pogorszenie swojej samooceny. 29 września 2021 roku Facebook opublikował wyniki badań z dodatkowymi adnotacjami, celem "łatwiejszego ich zrozumienia".

### Wzrost skali przemocy w krajach rozwijających się
W lutym 2019 roku przeprowadzono eksperyment, w którym założono konto podające się za 21-letnią kobietę mieszkającą w północnych Indiach. Po wybuchu zamieszek w Kaszmirze, algorytm zaczął proponować operatorowi konta treści nawołujące do przemocy wobec muzułmanów. Posty zawierały zdjęcia stosów zwłok Kaszmirczyków z prowokacyjnymi nagłówkami.
Junaid, jeden ze studentów, udzielił wywiadu „The Washington Postowi”. Jak twierdził, niektórzy z jego znajomych zaczęli ustawiać wcześniej wymienione posty jako zdjęcia profilowe. Ze względu na jego pochodzenie otrzymywał przez Facebooka pogróżki (np. Kaszmirczycy to zdrajcy, którzy powinni zostać zastrzeleni), wobec których autorów nie podjęto żadnej akcji.

### Promowanie postów prezentujących skrajne emocje
Wraz z pojawieniem się nowych reakcji obok polubienia w 2015 roku, „The Washington Post” doniósł, że algorytmy Facebooka podbijały posty wyżej, gdy te zawierały reakcje „wrr”. Każda taka reakcja przyznawała 5 punktów, w porównaniu do kciuka w górę, który dawał tylko 1 punkt. W późniejszych latach pracownicy Facebooka przyznali, że może to doprowadzić do popularyzacji fake newsów, mowy nienawiści lub zawartości niemerytorycznej. Według zeznań złożonych przez sygnalistkę Frances Haugen w brytyjskim parlamencie, „nienawiść jest najszybszym sposobem na zdobycie popularności na Facebooku”.

### Kolaboracja z rządem Wietnamu
W 2020 roku rząd komunistyczny Wietnamu zagroził zablokowaniem dostępu do Facebooka, gdyby ten nie zaczął współpracować w ramach regularnego usuwania treści politycznych niewygodnych dla rządu. Decyzja o zastosowaniu się do żądania została zatwierdzona przez samego Marka Zuckerberga.

### XCheck
Ujawniona dokumentacja sugeruje też, że w serwisach Facebooka obowiązywał system noszący nazwę XCheck. Polegał on na poluzowaniu restrykcji dla popularnych kont poprzez nieblokowanie zawartości, która w normalnych warunkach by została usunięta. Dzięki temu, Facebook mógł uniknąć wszelkich sprzeciwów ze strony zarządzających tymi kontami. System dzielił konta kwalifikujące się do ochrony na trzy kategorie: „godny uwagi”, „popularny” oraz „ryzyko zaszkodzenia reputacji Facebooka w przypadku usunięcia”. Przykładem może być brazylijski piłkarz Neymar, na którego koncie na Instagramie opublikowano post odrzucający oskarżenia dotyczące gwałtu. Urywki konwersacji z WhatsAppa, które zostały pokazane w materiale, zawierały nagie zdjęcia i tożsamość oskarżającej go kobiety. Film przed usunięciem został obejrzany 56 milionów razy i został opisany w wewnętrznej dokumentacji jako "revenge porn".
Posty, które bez ochrony ze strony tego systemu zostałyby usunięte w myśl regulaminów Facebooka, do 2020 roku zostały wyświetlone ponad 16 miliardów razy, zaś na tej liście znajdowało się prawie 6 milionów kont.

### Wpływ na handel ludźmi i kryzys migracyjny na granicy polsko-białoruskiej
Oficjalnie Facebook prowadzi politykę „zero tolerancji” wobec postów oferujących usługi przemytnicze. Została ona przetestowana w przypadku handlu ludźmi z Afryki oraz Azji Południowej oraz kryzysu na granicy polsko-białoruskiej. Zastosowanie tej polityki w praktyce okazało się być nieskuteczne ze względu na wykorzystanie w publikacjach innych języków niż angielski. Z tego względu Apple zagroziło zbanowaniem Facebooka oraz Instagrama w App Store, do czego ostatecznie nie doszło.
„The New York Times” w listopadzie 2021 roku doniósł, że Facebook mógł mieć znaczny wpływ na pogorszenie się sytuacji na granicy polsko-białoruskiej. W serwisach Facebooka powielano fałszywe informacje, jakoby granica Polski z Białorusią była otwarta, a Polska miała „witać migrantów chlebem i solą”. Według Semantic Visions, liczba tego typu postów zaczęła wzrastać w okolicach lipca 2021 roku.

## Reakcja Facebooka
W odpowiedzi na wyciek dokumentacji, założyciel i dyrektor generalny Facebooka, Mark Zuckerberg ogłosił w konferencji dla inwestorów z trzeciego kwartału 2021 roku, że całe wydarzenie miało na celu „stworzenie fałszywego obrazu na temat Facebooka i usług mu podległych”. Pracownicy Facebooka, zgodnie z wewnętrznym e-mailem, do którego treści otrzymała dostęp redakcja „The New York Timesa”, muszą też przechowywać od co najmniej 2016 roku wszelkie dokumenty powiązane ze sprawami sądowymi ze strony rządów.